# Merej Aksjalov
Merej Aksjalov (Мерей Акшалов, født 9. juni 1989) er en kasakhstansk amatørbokser, som konkurrerer i vægtklassen letvægt. Aksjalov har ingen større internationale resultater, og fik sin olympiske debut da han repræsenterede Kasakhstan under Sommer-OL 2008. Her blev han slået ud i ottendedelsfinalen af Hu Qing fra Kina i samme vægtklasse. 